# Ampithoe kaneohe
Ampithoe kaneohe är en kräftdjursart som beskrevs av J. L. Barnard 1970. Ampithoe kaneohe ingår i släktet Ampithoe och familjen Ampithoidae.

## Underarter
Arten delas in i följande underarter:
- A. k. kaneohe
- A. k. navosa